# ヴィクトリア&アルバート博物館

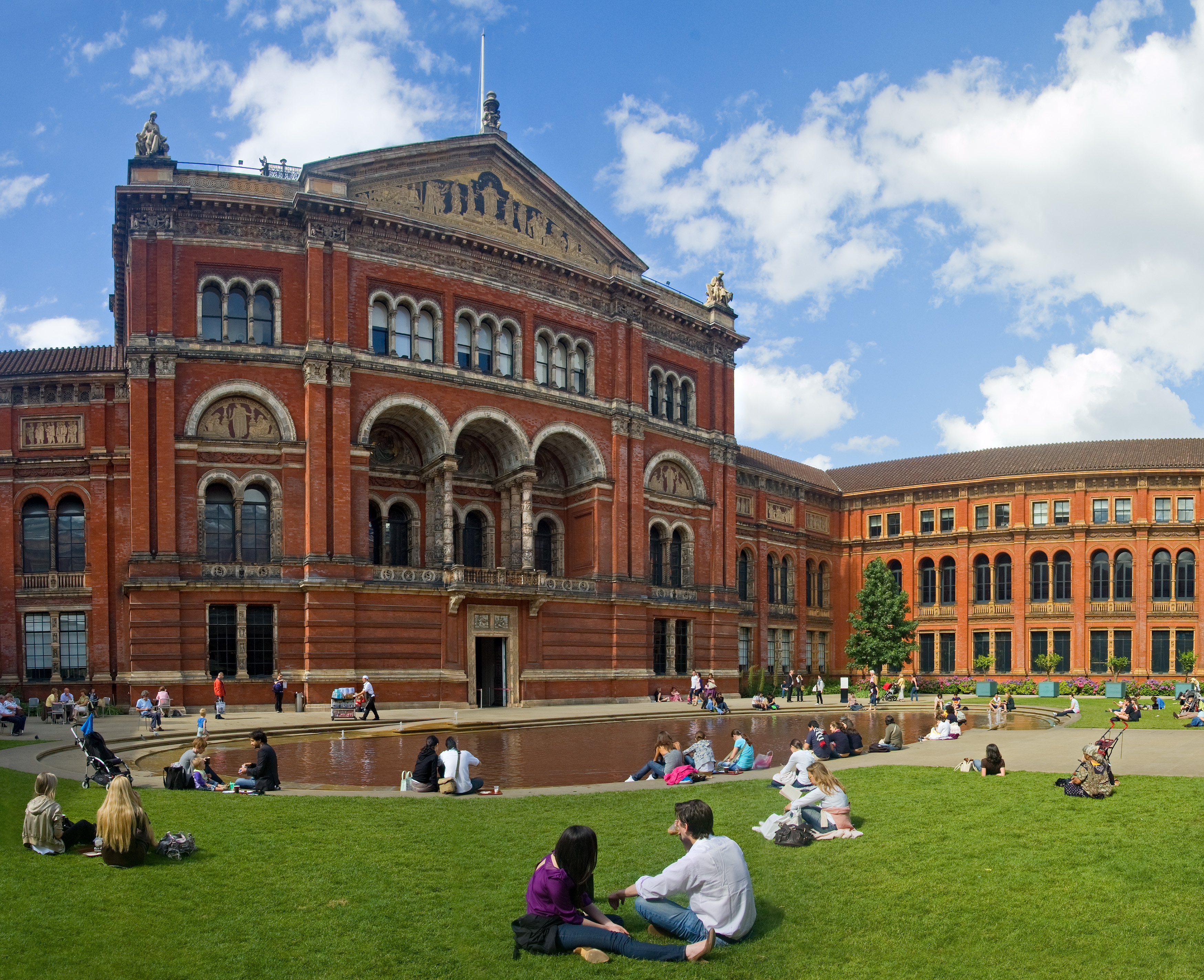
ルネサンス様式の建築物

ヴィクトリア・アンド・アルバート博物館（ヴィクトリア・アンド・アルバートはくぶつかん、Victoria and Albert Museum）は、現代美術や各国の古美術、工芸、デザインなど多岐にわたる400万点の膨大なコレクションを中心にしたイギリスの国立博物館。本館は首都ロンドンのケンジントンにある。ヴィクトリア女王（1819年 - 1901年）と夫アルバート公（1819年 - 1861年）が基礎を築いた。略称「V&A」。
最寄り駅はサウス・ケンジントン駅。自然史博物館、人類学博物館、科学博物館、インペリアル・カレッジ・ロンドンなどに隣接している。
ロンドンのベスナル・グリーンに、分館であるV&A子供博物館、2018年には、スコットランドのダンディーにV&A Dundeeが、隈研吾の設計により開館した。   

## 歴史
1851年のロンドン万国博覧会の収益や展示品をもとに、1852年に産業博物館として開館した。1851年の万国博覧会で欧州諸国に比して英国の産業製品のデザインの質が著しく低いことが指摘され、公衆の「趣味」を教育によって啓蒙し高めるべきであるという議論が沸き起こり、装飾美術館（Museum of Ornament Art)と改名。1857年、現在のサウス・ケンジントンに移転し、サウス・ケンジントン博物館と名を改める。
元々はヴィクトリア朝の産業・技術の発展を背景に、イギリスの工芸品やインダストリアルデザインの質を高め、工業の振興を図るための博物館として構想された。こうした、殖産興業・デザイン発展のために博物館を作るという構想は1830年代からサー・ヘンリー・コールらを中心に政府内部にあったものの、その実現はヘンリー・コール自身が立案したロンドン万博成功を待たねばならなかった。製造業の労働者たちにデザインの重要性を啓蒙する教育機関を目指していたため、当初入場料は徴収しなかった。
1899年、ヴィクトリア&アルバート博物館と改称。1909年に現在の建物が竣工している。

## コレクション
絵画、彫刻、写真、ガラス工芸品、金属製品、陶磁器、宝石・貴金属、建築関連、アジア美術、衣装、アンティーク家具、中世から近代の武器、本、おもちゃ、テディベア、古い電化製品など、そのコレクションは多岐におよび、展示室の数も非常に多い。
グロスターのろうそく立てと呼ばれる鐘青銅のろうそく立ては、1104年 - 1113年の間にイングランドあるいはドイツ北部で制作されたと考えられている。この手の、中世ヨーロッパにおける手の込んだアイテムとしては初期の部類。
日本からは　江戸時代、明治時代の工芸品を多数収蔵しており、並河靖之の七宝焼や鈴木長吉の金工のほか、現代作品として漆工工房「雲龍庵」の作品も収蔵されている。

## その他
館内にはホールをそのまま流用したカフェテリアがあり、ケーキと紅茶やコーヒーが楽しむことができる。
建物西側には第二次世界大戦当時、ナチス・ドイツ軍の爆弾が落下・爆発した。建物は破壊こそ免れたが壁面に多数の傷を受け、これは修復されず今日に残っている。